# Flašker
Flašker je priimek v Sloveniji, ki ga je po podatkih Statističnega urada Republike Slovenije na dan 1. januarja 2010 uporabljalo 38 oseb in je med vsemi priimki po pogostosti uporabe uvrščen na 8.970. mesto.

## Znani nosilci priimka
- Jože Flašker, strojni inženir
- Petra Flašker, farmacevtka in podjetnica